# Sporobacter termitidis
Sporobacter termitidis è una specie di batterio appartenente alla famiglia delle Clostridiaceae.